# Nanai (taal)
Het Nanai (Нанайа̄ эгйа̄л, Nanajā egjāl) (vroeger Golds, Chodzeens, Hezhen of Taz) is een Toengoezische taal, die gesproken wordt in Siberisch Rusland, in de kraj Chabarovsk, de kraj Primorje en in de oblast Sachalin. De taal wordt ook in China gesproken in de provincie Heilongjiang. In totaal spreken ong. 4.000 mensen de taal. Volgens de telling van 1979 spraken 55,8% van de Nanai in Rusland hun taal.
In de Sovjet-Unie werd een geschreven taal ontworpen, die thans nog onderwezen wordt aan 13 scholen in de kraj Chabarovsk. In China wordt de geschreven taal niet gebruikt.

## Orthografie
De eerste boeken in het Nanai werden in de late 19e eeuw gedrukt door Russisch-Orthodoxe missionarissen in het Cyrillisch alfabet. In de jaren 1920-1930 werd een moderne geschreven versie van het Nanai ontwikkeld door Russische taalkundigen onder de leiding van Valentin Avrorin.
| А а | Б б | В в | Г г | Д д | Е е | Ё ё | Ж ж |
| З з | И и | Й й | К к | Л л | М м | Н н | О о |
| П п | Р р | С с | Т т | У у | Ф ф | Х х | Ц ц |
| Ч ч | Ш ш | Щ щ | Ъ ъ | Ы ы | Ь ь | Э э | Ю ю |